# MESSAGE -メッセージ-
『MESSAGE -メッセージ-』は、日本のバンド・Bank Bandの5作目の配信限定シングル（Bank Band with Salyu名義）。2018年7月13日にトイズファクトリーより発売された。

## 背景
2018年7月15日 - 16日につま恋リゾート 彩の郷で開催された野外音楽フェスティバル『ap bank fes '18』にBank Bandが出演。同会場での『ap bank fes』開催は『ap bank fes '12 Fund for Japan』以来6年ぶりとなった。本イベントのために書かれた楽曲が「MESSAGE -メッセージ-」であり、同イベントでライブ初披露された。本楽曲について、小林武史は「何か新曲をやりたいっていう想いがあって。ap bankとしてつま恋に戻ってきて、ことしのフェスをきっかけに何かが始まっていくようなものが欲しかった」、櫻井和寿は「この2018年のap bank fesに来ているみなさんに聴いてもらいたい、ただそれだけで、曲を作りました。本当にただそれだけで作った曲です」と語っている。

## 制作
本楽曲は作詞を櫻井和寿といしわたり淳治が、作曲を小林武史と蔦谷好位置が担当。Bank Bandのオリジナル楽曲としては作詞・作曲に小林と櫻井以外の人物が携わるのはこれが初となる。小林が「MUSIC CIRCLE」（小林曰く「最近これからの日本の音楽や音楽の未来についてよく話している仲間」）のうち、小林より若い世代の2人である蔦谷といしわたりにアレンジと作詞の相談をし、結果的に2人が制作したメロディーや歌詞がSalyuが歌うパートに反映されているという。そのため、本楽曲は小林の意向でプロデュース表記がMUSIC CIRCLEになっており、これについて小林は「ap bankも設立して15年にもなるので、この楽曲にも音楽というか音楽シーンとのつながりや循環を取り入れたいと思っていたということがある。（これは櫻井くんも当初から賛成してくれていた）」「つながりや循環を大切にして来たap bankの代表である僕としても、音楽の中で世代やジャンルを時には超えながら循環を作っていくということに向かって、この楽曲が小さな波紋の始まりの1つになればさらに良いなと思っている」とコメントしている。
当初、櫻井はMr.Childrenのアルバム『重力と呼吸』のレコーディングやウカスカジーのホールツアー『ウカスカジー TOUR 2018 日本のアンセム』などで忙しかったため歌詞の制作を断っていたが、いしわたりの書いた歌詞の一部を生かして櫻井が歌詞を完成させた。なお、メロディは小林の中で2011年頃からある程度存在していたという。

## 音楽性
櫻井和寿は、本楽曲が2006年にリリースされたBank Bandの楽曲「to U」のアンサーソングであると紹介している。また、小林武史も
「『to U』の他に何曲かap bankのためにオリジナル曲を作ってきたけど、今年の曲は『to U』と繋がっていくものにならないかなと思っていた」とコメントしている。
本楽曲について、櫻井は「タイトルは『MESSAGE -メッセージ-』。なんだけど、この曲に僕自身が込めたメッセージはないと言っていい」「『P.S. あなたの生活の中のあらゆる場所にメッセージは潜んでいて、だから、ちっぽけに思えちゃいがちなあなたの生活を大事に大事に見つめて下さい。僕もそうしますね。』って暑中見舞いのハガキの片隅に書き添えたような、そんな歌です」とコメントしている。歌詞を書くにあたり、櫻井は「一つの生活の中にある歌」であることを意識していたといい、その理由について次のように発言している。
| 「                                                                     | まずはつま恋に帰ってくるap bank fesの旗振りにならないといけない曲だと思って。このフェス自体が長い間やってるから、かつて独身で学生時代に足を運んでくれた人たちも、ひょっとしたら結婚して子供もいて、音楽を聴くよりも重要なことは生活を守ることだったりすると思うんですよ。そこに対して何を歌おうか? って思ったんです。小林さんから最初にこんな歌詞にしてほしいっていうのは、もっと大きなテーマだったんだけど、人間って自分にとって重要なことじゃないと聞こえてこないし、目に入ってこないと思うんですよ。だからもうちょっと生活に根付いた視点で、素朴な日常の生活者の視点で僕は歌詞を書きたいと思って。で、いしわたりさんの歌詞にもうちょっと生活者の視点を入れて、歌詞を書いていって。 | 」 |
| —櫻井和寿（『別冊カドカワ 総力特集 ap bank fes '18』インタビューより） | |    |

このように、小林とは歌詞の方向性について相違があったといい、小林は「一緒に（Mr.Childrenを）やっていた後期のほうは、特に櫻井の歌詞に対してあんまり言ったりすることはなかったし、好きにどうぞ、みたいな感じだったからさ。そういう意味では、歌詞のことでこれだけ話し合ったのは久しぶりでした」と明かしている。また、小林の提案により、こうした違う考え方が存在するということが2番のサビの歌詞に反映されている。
本楽曲のボーカルは、「to U」以来約12年ぶりに櫻井とSalyuが務めている。本楽曲について、Salyuは「等身大の気取らない正直な強さみたいなものを持っているなと思いました」と語っている。

## リリース・プロモーション
Bank Bandとしては前作「こだま、ことだま。」以来約2年ぶり6作目となるオリジナル曲で、Salyuが2006年リリースの1stシングル『to U』以来12年ぶりにゲストボーカルとして参加している。
本作の収益は、同年に発生した平成30年7月豪雨の災害復興支援金に充てられる。

## 収録曲
1. MESSAGE -メッセージ- [6:33]
  - 作詞：櫻井和寿・いしわたり淳治 / 作曲：小林武史・蔦谷好位置 / 編曲・プロデュース：MUSIC CIRCLE

ミュージック・ビデオ（リリックビデオ）が制作されており、ap bankの公式YouTubeチャンネルで公開されている。監督は袴田晃司 (bloomotion) が務めた[19]。

## 参加ミュージシャン
- 櫻井和寿：Vocal, Chorus
- Salyu：Vocal, Chorus
- 小林武史：Keyboards
- 河村“カースケ”智康：Drums
- 小倉博和：Guitar
- 亀田誠治：Bass
- 山本拓夫：Saxophone
- 小澤篤士：Trumpet
- 四家卯大：Cello
- 沖祥子：Violin
- 四家卯大ストリングス：Strings

## 収録アルバム
- 『沿志奏逢4』